# Li Auto

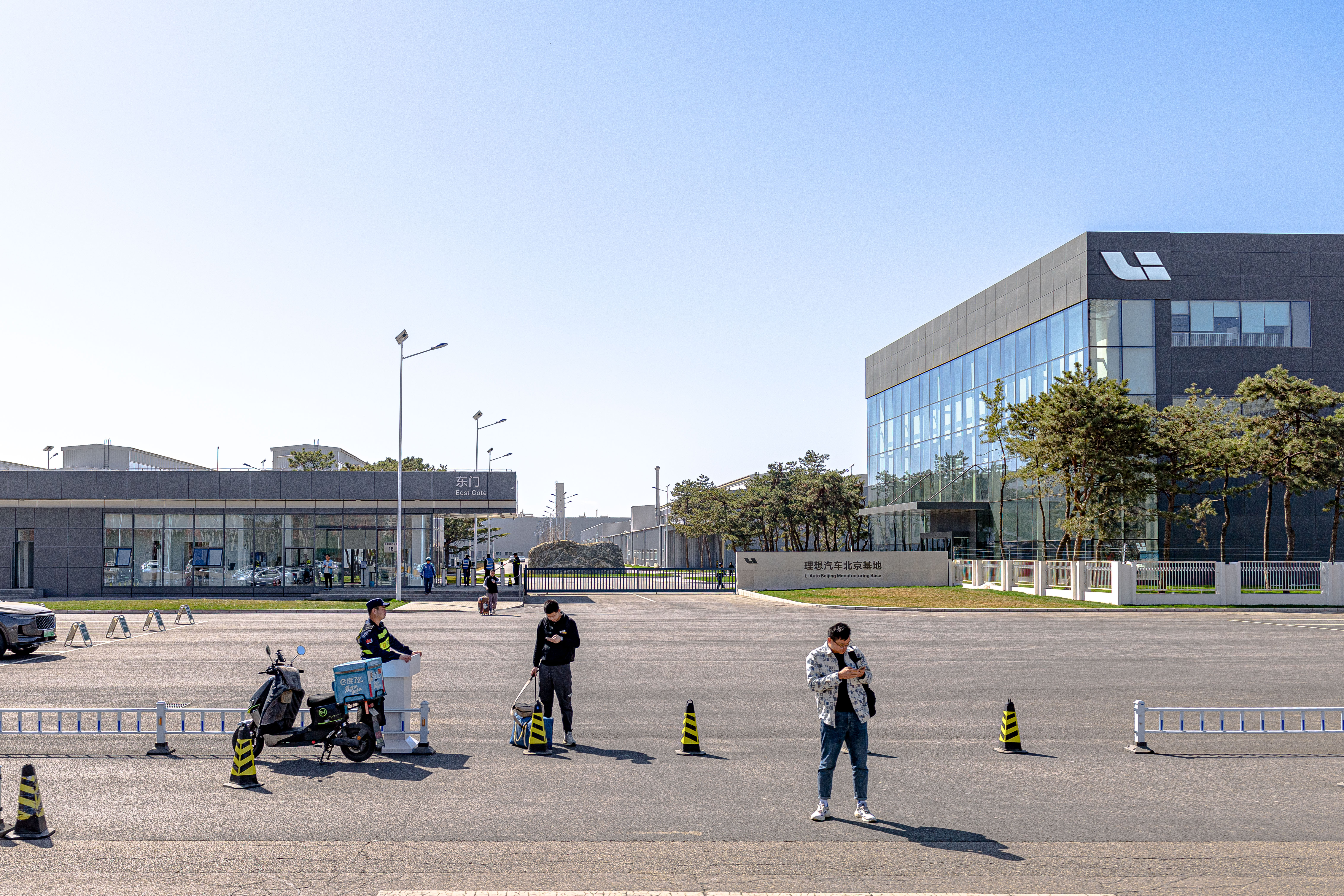
Li Auto

Li Auto, auch bekannt als Li Xiang, ist ein chinesischer Hersteller von Kraftfahrzeugen mit alternativer Antriebstechnik. Li Auto verfügt über Anlagen und Stätten in den Bereichen Fahrzeugherstellung, Engineering und Design in Changzhou in der Provinz Jiangsu, mit Unternehmenszentrale sowie Forschung und Entwicklung in Peking.

## Geschichte
Li Auto wurde 2015 von Li Xiang gegründet, nach dem das Unternehmen benannt ist. Für seine Expansion erhielt es Gelder von verschiedenen Investoren. Darunter sind Meituan-Dianping und ByteDance (besitzt die Kurzvideo-App TikTok).
Im Gegensatz zu den meisten anderen Elektrofahrzeugherstellern ist Li Auto auf sogenannte EREVs (Extended Range Electric Vehicles) spezialisiert, die entweder mit Strom oder Benzin betrieben werden können. Der Hybridmotor kompensiert Chinas spärliche Infrastruktur zum Laden von Elektrofahrzeugen und dient als einfacherer Einstieg für Verbraucher von benzinbetriebenen Autos. Das erste Auto wurde Ende 2019 ausgeliefert.
Li Auto hat am 30. Juli 2020 bei einem Börsengang an der US-amerikanischen Technologiebörse NASDAQ 1,1 Milliarden US-Dollar eingesammelt und wurde mit rund 10 Milliarden US-Dollar bewertet. Das in Peking ansässige Unternehmen war einer der jüngsten chinesischen Hersteller von Elektrofahrzeugen, die Kapital in den Vereinigten Staaten eingesammelt haben, und dies zu einer Zeit, in der chinesische Unternehmen in den USA im Rahmen des Handelskonflikts zwischen den Vereinigten Staaten und der Volksrepublik China einer genaueren Prüfung ausgesetzt sind.

## Modelle

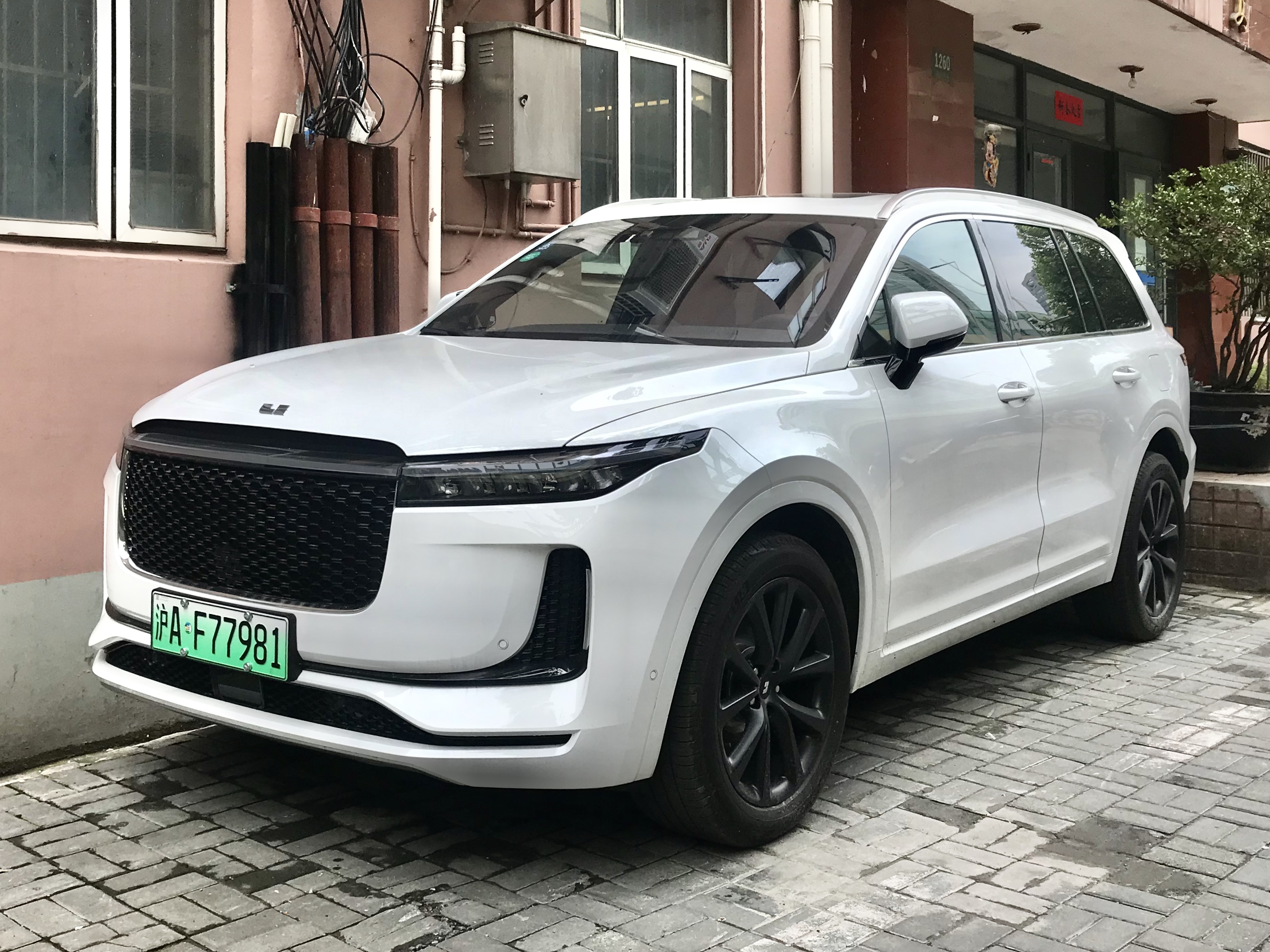
Li Xiang One

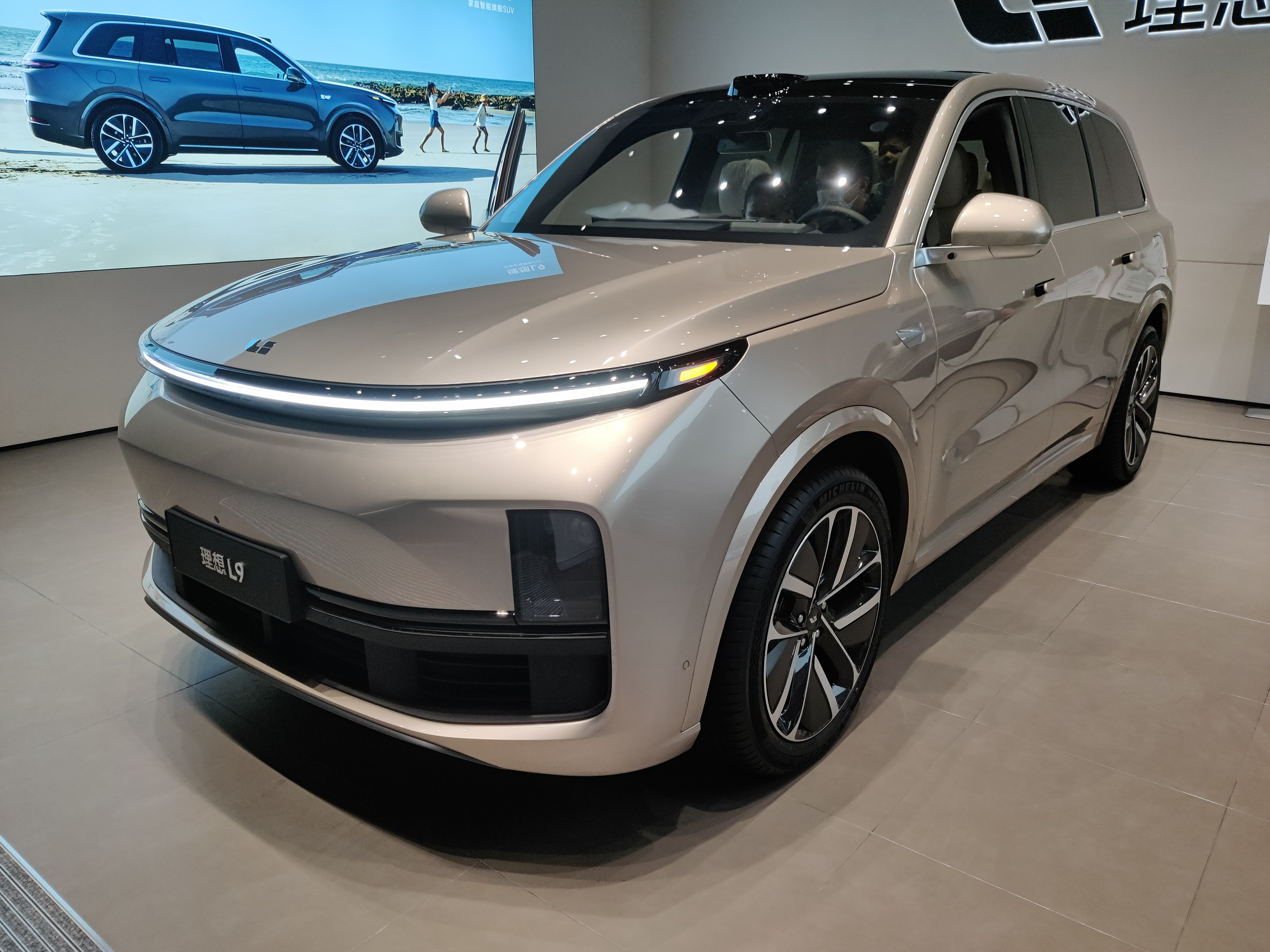
Li Xiang L9

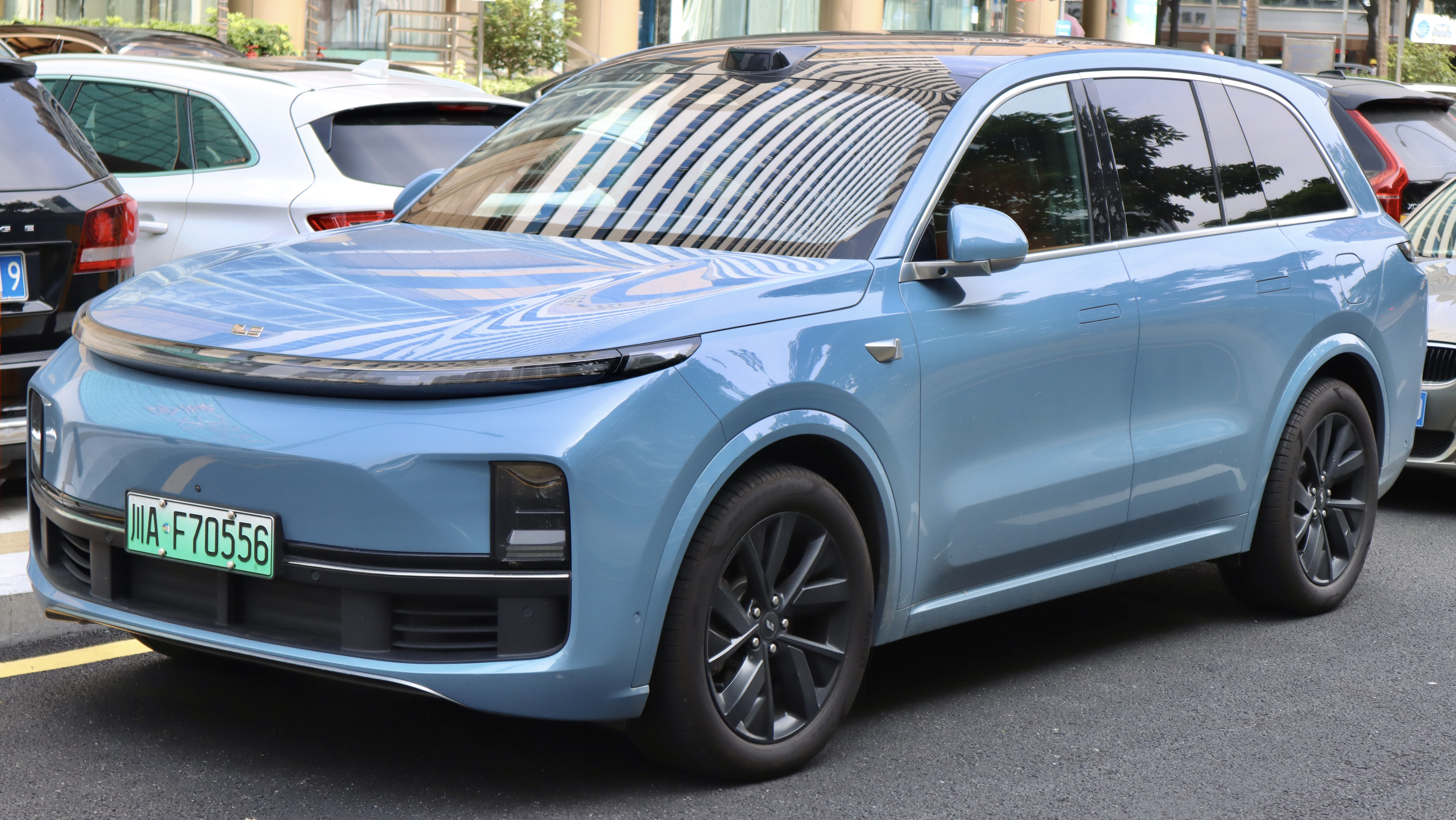
Li Xiang L8

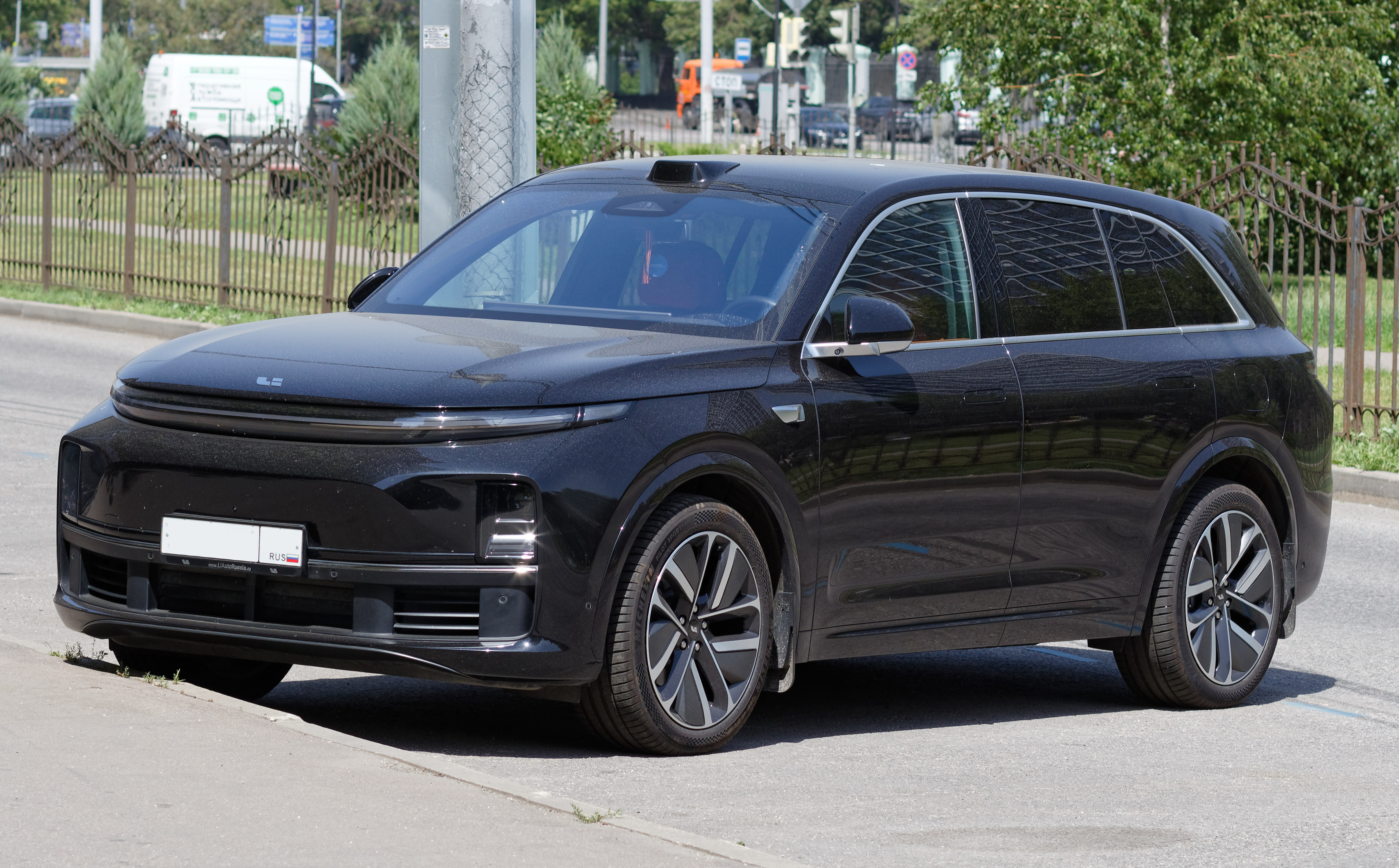
Li Xiang L7

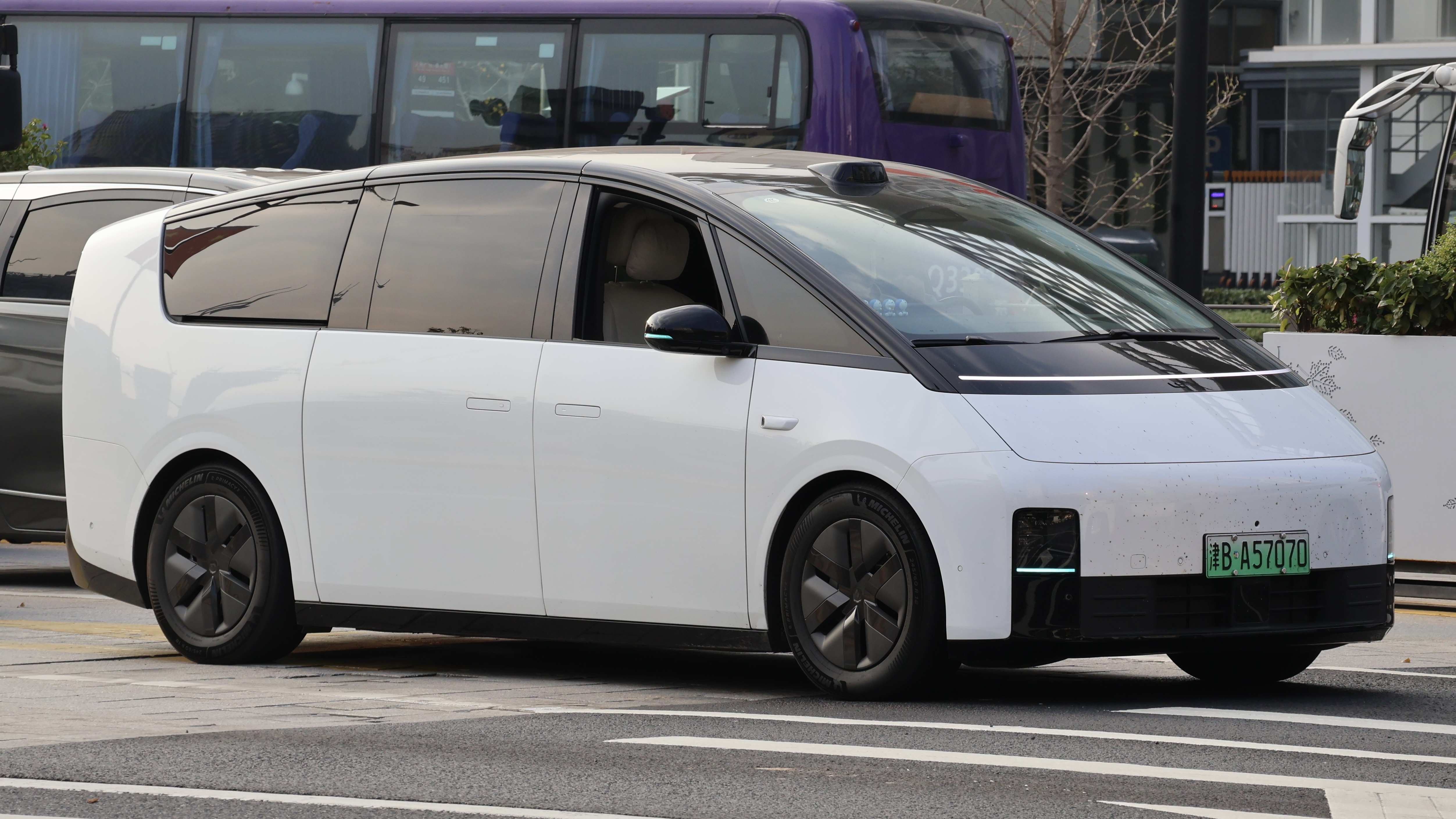
Li Xiang Mega

### Li Xiang One
Der SUV Li Xiang One ist das erste käufliche Modell des Unternehmens. Vorgestellt wurde das Sport Utility Vehicle im April 2019 auf der Shanghai Auto Show. Seit November 2019 wird das als Plug-in-Hybrid oder mit Range Extender beschriebene Fahrzeug in Changzhou in Serie gebaut. Anfang 2020 wurden die ersten Fahrzeuge in China ausgeliefert. Erhältlich ist das Modell mit sechs oder sieben Sitzplätzen.
Angetrieben wird das SUV von einem Elektromotor mit 100 kW (136 PS) an der Vorderachse und einem Elektromotor mit 140 kW (190 PS) an der Hinterachse. Dadurch hat das Fahrzeug Allradantrieb. Als Energiespeicher dient ein 40,5 kWh großer Akkumulator, der dem Li Xiang One eine elektrische Reichweite nach NEFZ von 180 km ermöglicht. Zusätzlich ist ein 96 kW (131 PS) starker 1,2-Liter-Reihendreizylinder-Ottomotor eingebaut, der ausschließlich als Range Extender dient. Die Gesamtreichweite wird nach NEFZ mit 800 km angegeben. Auf 100 km/h soll das SUV in 6,5 Sekunden beschleunigen, die Höchstgeschwindigkeit wird bei 172 km/h elektronisch begrenzt.

### Li Xiang L9
Als zweites Fahrzeug des Herstellers wurde im März 2022 der Li Xiang L9 vorgestellt. Die Serienproduktion erfolgt seit August 2022 ebenfalls in Changzhou. Das SUV ist größer als der One und hat ebenfalls einen Range Extender. Er verfügt über einen Elektromotor mit 130 kW (177 PS) an der Vorderachse und einen Elektromotor mit 200 kW (272 PS) an der Hinterachse. Er ist außerdem mit einem vorne montierten 1,5-Liter-Vierzylinder-Benzinmotor mit Turbolader 112 kW (152 PS) und einem Benzintank mit 65 Litern ausgestattet. Der Benzinmotor ist ein Range Extender für die Elektromotoren. Er treibt die Räder nicht direkt an.
Die Gesamtleistung beträgt 330 kW (449 PS) und 620 Nm. Das Unternehmen gibt eine WLTP-Reichweite von 1.176 Kilometern und eine rein elektrische WLTP-Reichweite von 235 Kilometern an. Die Batteriekapazität beträgt 52,3 kWh. Der L9 beschleunigt in 5,3 Sekunden von 0 auf 100 km/h. Die Höchstgeschwindigkeit wird bei 180 km/h elektronisch begrenzt.

### Li Xiang L8
Der Li Xiang L8 ist das Nachfolgemodell des One und hat ebenfalls einen Range Extender. Er debütierte im September 2022 und kam im November 2022 in China auf den Markt. Er verfügt über einen Elektromotor mit 130 kW (177 PS) an der Vorderachse und einen Elektromotor mit 200 kW (272 PS) an der Hinterachse. Er ist außerdem mit einem vorne montierten 1,5-Liter-Vierzylinder-Benzinmotor mit Turbolader 112 kW (152 PS) und einem Benzintank mit 65 Litern ausgestattet. Der Benzinmotor ist ein Range Extender für die Elektromotoren. Er treibt die Räder nicht direkt an.
Die Gesamtleistung beträgt 330 kW (449 PS) und 620 Nm. Das Unternehmen gibt eine WLTP-Reichweite von 1108–1180 km (durch Range Extender) und eine rein elektrische WLTP-Reichweite von 183–235 km an. Die Batteriekapazität beträgt 42,8–52,3 kWh. Der L9 beschleunigt in 5,3 Sekunden von 0 auf 100 km/h. Die Höchstgeschwindigkeit wird bei 180 km/h elektronisch begrenzt.

### Li Xiang L7
Ähnlich groß wie der L8 ist der günstigere L7, der im März 2023 auf den chinesischen Markt kam. Er hat ebenfalls einen Reichweitenverlängerer.

### Li Xiang Mega
Der Mega ist ein Van des Herstellers, der im Oktober 2023 vorgestellt wurde.

### Li Xiang L6
Mit einer Länge von 4,93 Meter ist der L6, der im Januar 2024 vorgestellt wurde, das kleinste Modell von Li Auto.

### Li Xiang i8
Das erste elektrische SUV des Herstellers ist der i8. Er wurde im Februar 2025 vorgestellt.

### Li Xiang i6
Kleiner als der i8 ist der i6, der im Juni 2025 präsentiert wurde.

## Verkaufszahlen in China
Zwischen 2020 und 2023 sind in der Volksrepublik China insgesamt 632.391 Neuwagen von Li Auto verkauft worden. 2022 wurden 133.246 Einheiten abgesetzt. 2023 lieferte Li Auto 376.030 neue Fahrzeuge aus.
| Jahr                             |      |  | Stück   |         |
| 2020                             | 2020 |  | 32.624  | 32.624  |
| 2021                             | 2021 |  | 90.491  | 90.491  |
| 2022                             | 2022 |  | 133.246 | 133.246 |
| 2023                             | 2023 |  | 376.030 | 376.030 |
| Verkaufszahlen in China, Quelle: |      |  |         |         |